# John Ralph Ragazzini
John Ralph Ragazzini (Nova Iorque, 1912 — 22 de novembro de 1988) foi um engenheiro eletricista estadunidense.
Ragazzini graduou-se no City College of New York em 1933, com um Ph.D. em engenharia elétrica na Universidade Columbia em 1941.
Ragazzini foi decano da Escola de Engenharia e Ciência da Universidade de Nova Iorque e durante a Segunda Guerra Mundial foi chefe do Departamento de Engenharia Elétrica da Universidade Columbia, onde trabalhou no Projeto Manhattan.
Juntamente com Lotfali Askar-Zadeh, Ragazzini é creditado como pioneiro no desenvolvimento do método da transformada Z em processamento de sinal e análise em tempo discreto.